# Eduardo Windsor, Lorde Downpatrick
Eduardo Edmundo Maximiliano Jorge Windsor, Lorde Downpatrick ou simplesmente Eduardo Edmundo Windsor (2 de dezembro de 1988) é o único filho e herdeiro de Jorge Windsor, Conde de St. Andrews e de sua esposa, a Condessa de St. Andrews (nascida Sylvana Tomaselli).
Seu pai é o filho mais velho do Príncipe Eduardo, Duque de Kent (primo-irmão da rainha Isabel II do Reino Unido) e da Duquesa de Kent. Ele tem duas irmãs, Lady Marina-Charlotte e Lady Amelia.
Lorde Downpatrick está na linha de sucessão ao ducado de Kent, mas não está na linha de sucessão ao trono britânico, por ter se tornado católico, assim como a irmã Marina-Charlotte, seguindo os exemplos de sua mãe, de sua avó e de seu tio paterno (Lord Nicholas Windsor).
Lorde Downpatrick estudou em Eton College.
Foi um dos afilhados da falecida Diana, Princesa de Gales.